# Dienstreise – Was für eine Nacht
Dienstreise – Was für eine Nacht ist eine deutsche Fernsehkomödie über einen braven Büromenschen, der während einer Dienstreise eine turbulente Nacht erlebt, die sein weiteres Leben verändert.

## Handlung
Klaus-Dieter arbeitet im Außendienst eines großen Unternehmens und wird von seinem Chef Herling wegen eines wichtigen Vertragsabschlusses nach Potsdam geschickt – ausnahmsweise am Wochenende, weswegen er seine Frau Rita alleinlassen muss. Dafür darf er aber in Herlings Porsche hinfahren, zudem verspricht der Chef ihm eine Beförderung in den Innendienst und für ihn und seine Frau Rita eine Reise nach Bali.
Freitagabend im Hotel ankommend, trifft Klaus-Dieter auf einen alten Kollegen, den etwas prolligen und aufdringlichen Hanno. Das Hotelrestaurant hat schon geschlossen, und so schleppt Hanno ihn unter dem Vorwand, ihm etwas zu essen zu besorgen, in einen Nachtclub und lässt ihn dort mit einer riesigen Getränkerechnung sitzen. Zu seinem Schrecken stellt er fest, dass die jungen Frauen, die gerade noch an seinem Tisch saßen, mit seinem Geld verschwunden sind. Die Kellnerin Jana hat Mitleid mit ihm und zeigt ihm einen Weg nach draußen, doch der Barbesitzer Marek, der Boss einer kriminellen Bande ist, beauftragt eine Schlägertruppe, Klaus-Dieter zu suchen. Dieser bemerkt inzwischen, dass auch der Porsche seines Chefs mit seinen geschäftlichen Unterlagen gestohlen wurde. Bei der Polizei will er eine Anzeige aufgeben und Rita anrufen; ohne ihr Wissen hört er am Telefon mit, wie sie ihn mit seinem Chef betrügt.
Jana nimmt Klaus-Dieter mit zu sich nach Hause und macht ihm klar, in welcher Gefahr er wegen Mareks Schlägern steckt. Dann bringt sie ihn zu Rocco, einem mit Marek konkurrierenden Bordellbesitzer, für den Jana früher mal gearbeitet hat. Rocco hat immer noch viel für Jana übrig, ihr zuliebe will er Klaus helfen. Nach einigen Verwicklungen kommt es zu einem nächtlichen Showdown zwischen Mareks Bande (zu der auch die Porsche-Diebe und die Gelddiebinnen aus der Bar gehören) und Rocco mit seinen Leuten. Letztendlich bekommt Klaus-Dieter seine Unterlagen wieder und geht mit Jana zurück in sein Hotel, wo er ihr das Bett überlässt und auf dem Boden schläft. Am nächsten Morgen kann er den Vertrag abschließen, wofür er eine hohe Provision kassieren wird. Er nimmt sich vor, sein Leben zu ändern, seinen Job und seine untreue Ehefrau hinter sich zu lassen und lädt stattdessen Jana ein, mit ihm nach Bali zu fliegen.

## Produktion
Der Film wurde von Moovie – the art of entertainment produziert und feierte am 7. September 2002 auf dem Internationalen Filmfest Oldenburg Premiere. Am 18. März 2003 wurde er auf Sat.1 zum ersten Mal im Fernsehen ausgestrahlt.

## Rezeption
Bei der Kritik kam der Film sehr gut an: Der Filmdienst lobte die „gut besetzte verwicklungsreiche (Fernseh-)Komödie“ und TV Spielfilm erwähnte den „staubtrockenen Witz“ des Films und das „herrlich selbstironische“ Spiel bei den mit Stars wie Iris Berben und Frank Giering besetzten Nebenrollen.
Auch die Rezensenten von kino.de und tittelbach.tv heben die verwicklungsreiche und mit Running Gags gespickte Geschichte sowie die herausragende Besetzung hervor. Zudem weisen beide auf die Parallelen zu der ebenfalls von der Kritik gelobten und preisgekrönten schwarzen Komödie Die Zeit nach Mitternacht von Martin Scorsese hin.

## Auszeichnungen
- Adolf-Grimme-Preis 2004 in der Kategorie Fiktion & Unterhaltung[5]